# Screen Actors Guild Life Achievement Awards
Pour les articles homonymes, voir Life Achievement Award.

Les Screen Actors Guild Life Achievement Awards sont des récompenses honorifiques américaines décernées chaque année depuis 1963 par la Screen Actors Guild (syndicat des acteurs de cinéma et de télévision aux États-Unis) pour « une réussite exceptionnelle dans le service des plus grands idéaux de la profession d'acteur » (« for outstanding achievement in fostering the finest ideals of the acting profession »). 
Le prix n'a été décerné ni en 1965, ni en 1982, ni en 2021. À partir de 1995, il a été remis lors de la cérémonie des Screen Actors Guild Awards.

## Récipiendaires
- 1963 : Eddie Cantor
- 1964 : Stan Laurel
- 1966 : Bob Hope
- 1967 : Barbara Stanwyck
- 1968 : William Gargan
- 1969 : James Stewart
- 1970 : Edward G. Robinson
- 1971 : Gregory Peck
- 1972 : Charlton Heston
- 1973 : Frank Sinatra
- 1974 : Martha Raye
- 1975 : Walter Pidgeon
- 1976 : Rosalind Russell
- 1977 : Pearl Bailey
- 1978 : James Cagney
- 1979 : Edgar Bergen
- 1980 : Katharine Hepburn
- 1981 : Leon Ames
- 1983 : Danny Kaye
- 1984 : Ralph Bellamy
- 1985 : Iggie Wolfington
- 1986 : Paul Newman et Joanne Woodward
- 1987 : Nanette Fabray
- 1988 : Red Skelton
- 1989 : Gene Kelly
- 1990 : Jack Lemmon
- 1991 : Brock Peters
- 1992 : Burt Lancaster
- 1993 : Audrey Hepburn
- 1994 : Ricardo Montalban
- 1995 : George Burns
- 1996 : Robert Redford
- 1997 : Angela Lansbury
- 1998 : Elizabeth Taylor
- 1999 : Kirk Douglas
- 2000 : Sidney Poitier
- 2001 : Ossie Davis et Ruby Dee
- 2002 : Edward Asner
- 2003 : Clint Eastwood
- 2004 : Karl Malden
- 2005 : James Garner
- 2006 : Shirley Temple Black
- 2007 : Julie Andrews
- 2008 : Charles Durning
- 2009 : James Earl Jones
- 2010 : Betty White
- 2011 : Ernest Borgnine
- 2012 : Mary Tyler Moore
- 2013 : Dick Van Dyke
- 2014 : Rita Moreno
- 2015 : Debbie Reynolds[1]
- 2016 : Carol Burnett
- 2017 : Lily Tomlin
- 2018 : Morgan Freeman
- 2019 : Alan Alda
- 2020 : Robert De Niro
- 2021 : Pas de récipiendaire
- 2022 : Helen Mirren